# 圣克罗伊岛
圣克罗伊岛（英語：Saint Croix）是加勒比海中的一座岛屿，属于美属维尔京群岛，面积215平方千米，为美属维尔京群岛中最大的岛屿。圣克罗伊岛有两个小镇——克里斯琴斯特德和弗雷德里克斯特德。旅游业为主要经济活动，另有炼油、酿酒等工业。

## 交通运输
岛上有亨利·罗尔森国际机场为圣克罗伊岛提供来自美国大陆、波多黎各和东加勒比海地区的定期航班。由海运航空公司运营的水上飞机航线从圣克罗伊岛飞往圣托马斯岛，从克里斯琴斯特德港出发和到达。